# 孔多
孔多，是匈牙利包尔绍德-奥包乌伊-曾普伦州所辖的一个村。总面积19.63平方公里，总人口611，人口密度31.1人/平方公里（2011年1月1日）。